# آنائیس

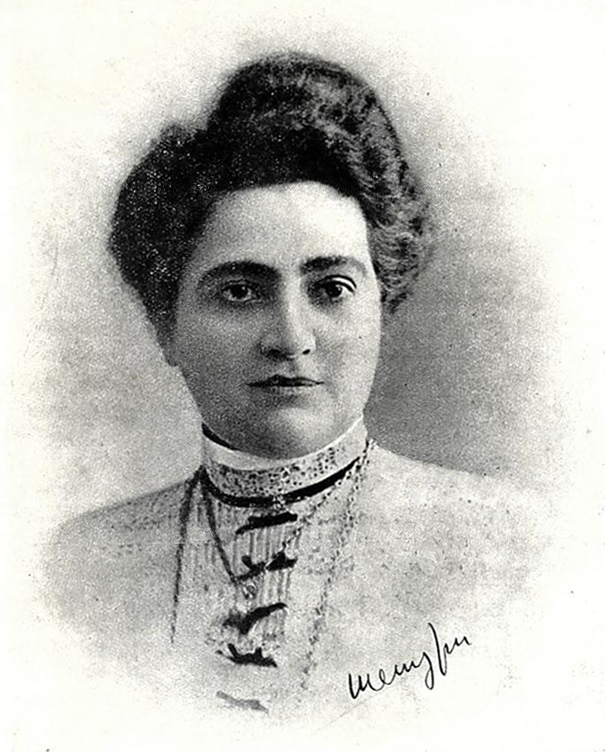

یِوپیمه آودیسیان (ارمنی: Եվփիմե Ավետիսյան) با نام ادبی آنائیس (ارمنی: Անայիս؛ انگلیسی: Anayis زادهٔ ۱۸۷۲ کنستانتینوپل - درگذشته ۱۹۵۰)، شاعر و رمان‌نویس ارمنی‌تبار بود.

## زندگی‌نامه
آنائیس در کنستانتینوپل تحصیل نمود. بخش دوم زندگی خود را در بلغارستان، رومانی، سوئیس و در نهایت سال‌های پایانی عمر خویش را در پاریس سپری نمود. وی آثار ادبی خویش بتدا را در ماهنامه‌های سرشناسی همچون «آرولیان مامول»، «بیوزاندیون»، «ماسیس» و … به چاپ رسانید و سپس در دهه ۱۹۴۰ به صورت کتاب منتشر نمود.